# Украјинска православна црква у САД
Украјинска православна црква у САД (укр. Українська Православна Церква у США, енгл. Ukrainian Orthodox Church of the USA), органски је дио Цариградске патријаршије.
Поглавар је господин Антоније, а сједиште се налази у Њу Џерзију.

## Историја
Настала је 1920-их година, а основали су је украјински имигранти у САД — православци и унијати. Године 1923. ова вјерска организација је дошла под окриље неканонске Украјинске аутокефалне православне цркве. Дана 9. априла 1929. у граду Алентауну у држави Пенсилванија је одржана скупштина свештеника и мирјана која је одлучила да се организује посебна украјинска православна епархија, жељећи да добију канонско признање Православне цркве. Двије године касније, јула 1931, изабран је и њен први епископ Јосиф Жук. Умро је 1934.
Године 1937. ова епархија је прешла под јурисдикцију Цариградске патријаршије. За епископа је постављен Богдан (Шпиљка), а рукоположио га је у Њујорку архиепископ Атинагора, тада поглавар Архиепископије америчке (Цариградска патријаршија), а будући васељенски патријарх.
Дана 27. августа 1949. над Јоаном Теодоровичем, неканонским митрополитом, била је извршена хиротонија по други пут како би одстранила све сумње у законитост његовог достојанства. Након тога, многе парохије Украјинске православне цркве у САД су се подвеле под његову јурисдикцију. Тим чином, Украјинска православна црква у САД је постала неканонска, ван општења са Православном црквом. Након смрти Јоана Теодоровича (1971), насљедник му је постао Мстислав Скрипник. Он је 1990. у Кијеву изабран за патријарха неканонске Украјинске аутокефалне православне цркве. Умро је 1993.
Дана 12. марта 1995. Украјинска православна црква у САД прелази под јурисдикцију Цариградске патријаршије. Међутим, Руска православна црква је прогласила овај прелазак за неканонски чин и не признаје ову вјерску организацију.

## Организација
Украјинска православна црква у САД, као митрополија, организована је у двије епархије: Источну (Њујорк) и Западну (Чикаго). Укупно, има 11 деканата (намјесништава), око 90 парохија и 2 манастира.
Црква у САД добија свето миро од цариградског патријарха који потврђује избор свих епископа Украјинске православне цркве у САД.